# Elijus Čivilis
Elijus Čivilis (* 8. Dezember 1981 in Vilnius) ist ein litauischer  Politiker, ehemaliger Vizeminister, von 2018 bis 2020 stellvertretender Wirtschaftsminister Litauens.

## Leben
Nach dem Abitur 2000 an der „Ąžuolyno“-Mittelschule in Lazdynai absolvierte Elijus Čivilis von 2000 bis 2003 das Berufsbachelor-Studium Computer-Programmierung an der Fakultät für Elektronik und Informatik von Kolleg Vilnius, von 2004 bis 2009 das Bachelorstudium der Wirtschaft an der Universität Vilnius und von 2010 bis 2013 ein MBA-Studium an der Warwick Business School, in der englischen Grafschaft Warwickshire.
Von 2003 bis 2004 war Čivilis IT-Leiter bei „Panama  AMCHAM“ und von 2004 bis 2006 „Siemens Lietuva“ Technologien-Konsultant. Von 2006 bis 2008 arbeitete er als Berater  von 2008 bis 2011 leitete das Zentrum im IT-Unternehmen „IBM Lietuva“. Von 2011 bis 2013 arbeitete er als Teamleiter von SAP AMS  Skandinaviens im Unternehmen „IBM Danija“ in Dänemark.
Von 201 bis 2015 leitete er das Programm für Dienstleistungssicherstellung bei „IBM Airija“ (IBM GBS Applications Services Delivery Centre in Irland).
Von 2015 bis 2016 leitete er als Direktor das litauische IT-Unternehmen „Alna Software“. Von 2016 bis 2018 war er Vertreter von „IBM Lietuva“ für den öffentlichen und finanziellen Sektor. Vom 26. März 2018 bis 2020 war er stellvertretender Wirtschaftsminister Litauens und Stellvertreter von Virginijus Sinkevičius im Kabinett Skvernelis.
Elijus Čivilis ist auch Hobby-Radsportler. Mit Andrejus Dolgovas („Top Team – Ultrabike“) nahm er am Mountainbike-Wettkampf.  „Mongolia Bike Challenge“ teil. Dreimal startete er bei der Baltic Chain Tour, fuhr sie aber nie zu Ende.
Er spricht Englisch, Russisch und Spanisch.

## Familie
Čivilis ist verheiratet. Mit seiner Frau Ugnė hat er eine Tochter und einen Sohn.